# Sankt Sebastian (am Rhein)

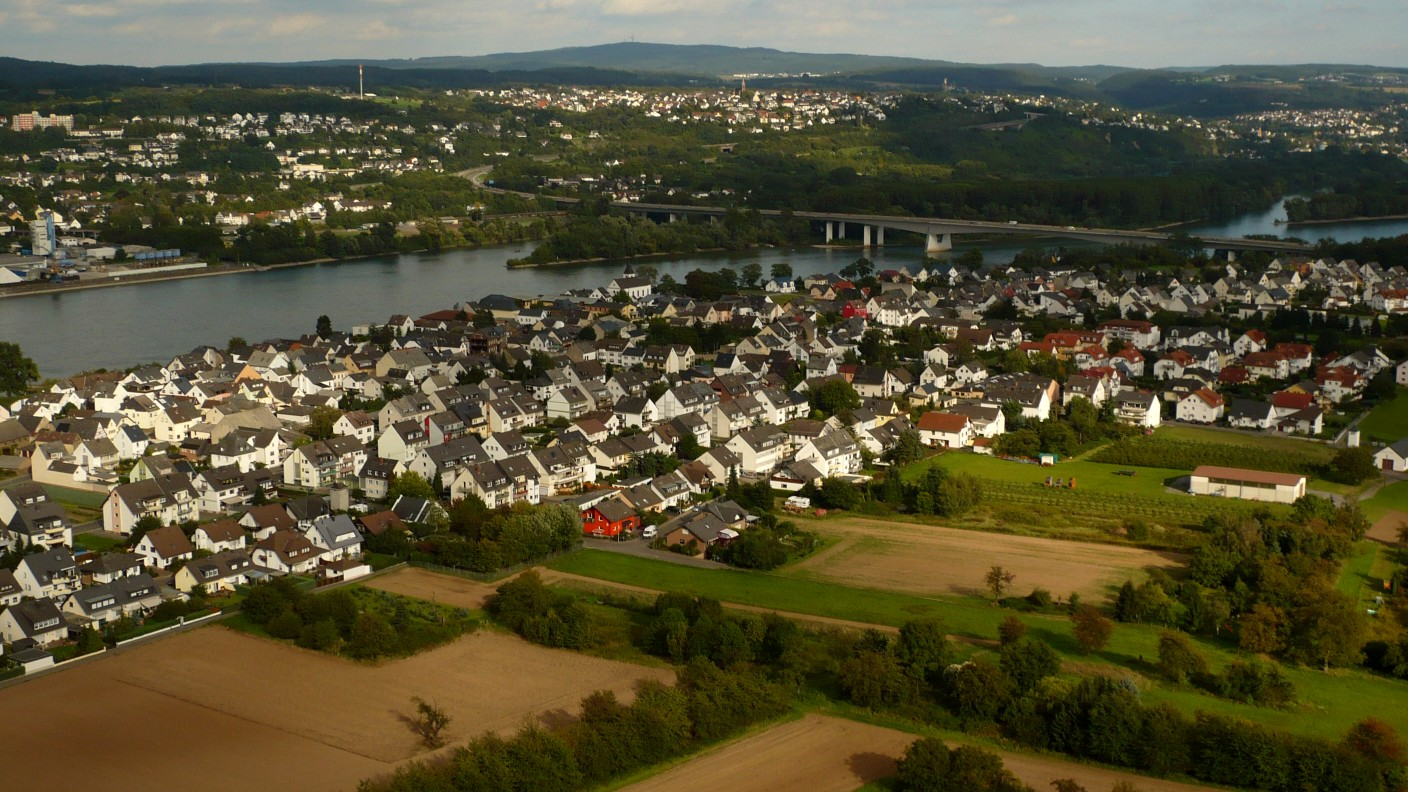
Luftaufnahme von Sankt Sebastian

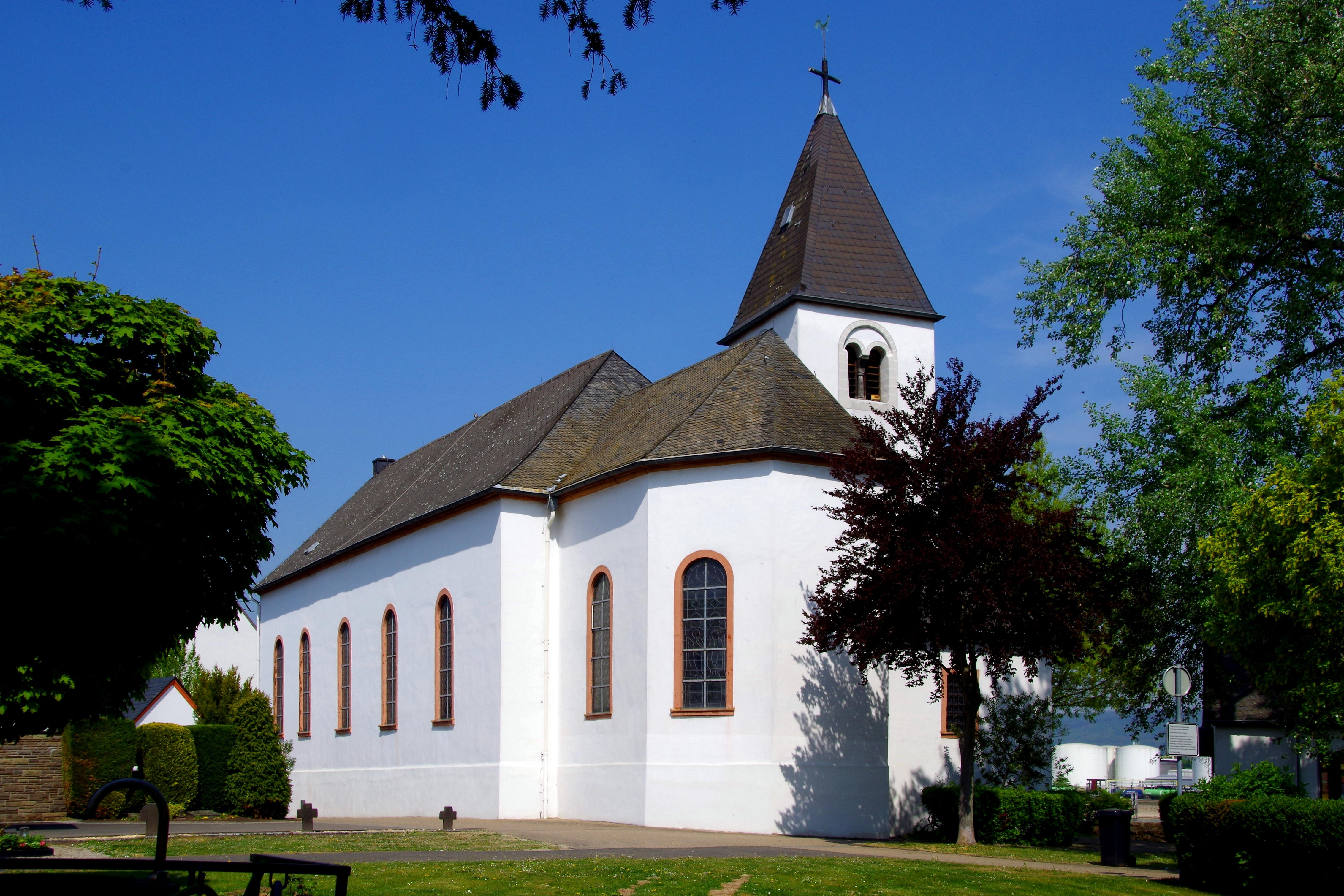
Pfarrkirche St. Sebastian von Südosten

Sankt Sebastian ist eine Ortsgemeinde im Landkreis Mayen-Koblenz in Rheinland-Pfalz. Sie gehört der Verbandsgemeinde Weißenthurm an.

## Geographische Lage
Der Ort liegt direkt am westlichen Ufer des Rheins und grenzt im Süden unmittelbar an die Großstadt Koblenz. Sankt Sebastian ist somit recht zentral im Neuwieder Becken gelegen, einer durch den Rhein geschaffenen, weitläufigen Talebene zwischen Eifel und Westerwald.
Ein großer Teil der Fläche ist Trinkwasserschutzgebiet. Daher gibt es keine ortsansässige Industrie, sondern lediglich kleinere Handwerksbetriebe und Einzelhändler. Die Gemeinde profitiert von der Suburbanisierung, hat aber inzwischen, wie viele andere Gemeinden, einen leichten Bevölkerungsrückgang zu verzeichnen.
Zusammen mit den benachbarten Kaltenengers und Urmitz werden die drei Ortschaften zusammen auch die Rheindörfer-Gemeinden genannt.

## Geschichte
Der Name des Ortes geht auf den heiligen Sebastian zurück, einen christlichen Märtyrer aus dem 3. Jahrhundert, der Schutzpatron der katholischen Pfarrkirche in Sankt Sebastian ist.
Der Historiker Franz-Josef Heyen datiert die erste urkundliche Erwähnung des Ortes auf das Jahr 1150. In der Gründungsgeschichte der Abtei Rommersdorf wird hierzu berichtet, dass der Abt Heinrich die curtis Engersche trans Rhenum cum ecclesia quae ad ipsam pertinet (das Hofgut Engers jenseits des Rheins mit Kirche, die zu diesem gehört) erworben hat. Dieser Kauf wurde im Zusammenhang eines Besitzstreites in einer Liste des Papstes Viktor IV. am 11. September 1162 urkundlich beglaubigt.
In den folgenden Jahrhunderten kann ein mehrfacher Wechsel des Besitztums nachgewiesen werden.
1329 kaufte Ritter Waldpode von Andernach den Ort unter dem Namen Ober-Engersch. 1371 ging der Ort wieder zum Kurstaat Trier über. Im Jahr 1419 zog Kurfürst Otto von Ziegenhain das Virneburger Lehen samt Bergpflege, darunter auch Sankt Sebastian, unter kurfürstliche Verwaltung ein. 1445 gelangte St. Sebastian unter die direkte Landeshoheit des Trierer Kurfürsten. Als Name des Ortes wurde St. Sebastian-Engers festgeschrieben.
Seit 1410 hatte St. Sebastian ein eigenes Dorfgericht. Nach dem Ende des Dreißigjährigen Krieges wurde ab 1657 im Gemeindehaus Unterricht erteilt. 1660 begann ein regelmäßiger Fährbetrieb zwischen St. Sebastian und Bendorf.
Im Jahr 1675 vernichtete ein Brand das Pfarrhaus St. Sebastian; erst 1680 war es wieder neu errichtet, als Name des Ortes galt nun Sanct Sebastian.
1699 wütete die Pest im nahen Eich (heute ein Stadtteil von Andernach). Um für Erbarmen zu bitten, pilgerten gläubige Eicher nach St. Sebastian. Diese sogenannten Eicher Prozessionen existieren als Tradition noch heute.
1780 wurde das erste Schulhaus im Ort neben dem Pfarrhaus errichtet. Auf dem gleichen Grund steht noch heute die Grundschule des Ortes.
Die Orte der späteren Bürgermeisterei St. Sebastian hatten vor der Eroberung des linksrheinischen Raumes durch die französischen Revolutionstruppen im Jahr 1794 zum Erzstift und Kurfürstentum Trier gehört. Kaltenengers, Kesselheim, St. Sebastian (hieß zu dieser Zeit noch St. Sebastian-Engers), Urmitz und Wallersheim hatten innerhalb des Amtes Bergpflege den 1. Bezirk (I. Parthe) gebildet.
Nach der Einnahme durch die Franzosen im Jahr 1794 annektierte Frankreich 1797 zusammen mit den linksrheinischen Gebieten Kurtriers auch St. Sebastian. Einhergehend mit der Säkularisation der geistlichen Fürstentümer wurde die Abtei Rommersdorf aufgelöst. Es entstand 1800 die „Marie St. Sebastian“ (Bürgermeisterei nach französischem Vorbild) mit den Ortschaften Kaltenengers, Kesselheim, St. Sebastian, Urmitz und Wallersheim. Ab 1804 müssen die Kinder, unter dem Druck der Besatzung, in der Schule Französisch lernen. St. Sebastian gehörte fortan zum Arrondissement Koblenz im Rhein-Mosel-Departement.
1813 begannen die Befreiungskriege gegen die Herrschaft Napoleons. Am 1. Januar 1814 rückte der preußische Generalfeldmarschall Blücher mit seinem schlesischen Heer über den Mittelrhein gegen die Franzosen vor und erzwang den Rückzug der Franzosen. Als Folge der Neuordnung Europas durch den Wiener Kongress erhielten die Preußen unter anderem wesentliche Teile Kurtriers und errichteten ihre Vormachtstellung am Rhein. St. Sebastian kam unter preußische Verwaltung, bildete ab 1814 im Landkreis Koblenz die Bürgermeisterei Sankt Sebastian mit den Ortschaften der ehemaligen Marie St. Sebastian. 1822 wurde die Rheinprovinz mit Sitz in Koblenz gebildet.
Am 15. Mai 1857 fielen die Gemeinden Neuendorf und Moselweiß an die Bürgermeisterei St. Sebastian, als sich die Stadt Koblenz vom Landkreis Koblenz trennte. Die Bürgermeisterei St. Sebastian hatte ihren Sitz zunächst in Kesselheim, 1856 wurde er nach Wallersheim verlegt. Das Geschäftslokal der Bürgermeisterei St. Sebastian befand sich 1877 in Koblenz, Friedrichstraße 20. Im Jahr 1878 wurde auch Metternich mit der Bürgermeisterei St. Sebastian vereinigt.
Eine Vereinigung der Bürgermeistereien Rhens und St. Sebastian fand 1879 statt. Seit dem 1. April 1879 gehörten die Gemeinden Kapellen, Kesselheim, Metternich, Moselweiß, Neuendorf, Rhens, St. Sebastian, Waldesch und Wallersheim zur Bürgermeisterei Koblenz-Land.
Der Verwaltungssitz der neuen Bürgermeisterei Koblenz-Land befand sich bis 1897 in Koblenz und wurde danach wieder nach Koblenz-Lützel zurückverlegt, wo bereits 1876/77 der gemeinsame Amtssitz der Bürgermeistereien Rhens und St. Sebastian gewesen war. Moselweiß wurde 1902, Wallersheim 1923 in die Stadt Koblenz eingemeindet. Zum 30. Juni 1937 wurde das Amt Koblenz-Land (Umbenennung von „Bürgermeisterei“ in „Amt“ erfolgte 1927) aufgelöst. Kesselheim und St. Sebastian kamen zum Amt Weißenthurm (Umbenennung der „Bürgermeisterei Bassenheim zu Weißenthurm“ in „Amt Bassenheim zu Weißenthurm“ erfolgte 1927, 1935 erfolgte die Umbenennung in „Amt Weißenthurm“).
Ab 1946 war das Amt Weißenthurm, zu dem St. Sebastian gehörte, Teil des neu gegründeten Landes Rheinland-Pfalz. Am 1. Oktober 1968 wurde im Zuge der großen Gemeindereform (territoriale Gebietsreform von 1968 bis 1970) das Amt Weißenthurm in die Verbandsgemeinde Weißenthurm umgewandelt, deren Teil nun St. Sebastian als Ortsgemeinde wurde. Zum 7. Juni 1969 wurden die Gemeinde und Kesselheim aufgelöst und zusammen mit Teilen von St. Sebastian in die Stadt Koblenz eingemeindet. Das ist u. a. der Grund, warum noch heute südlich der Autobahn A 48 unmittelbar am Ortsrand die Stadtgrenze von Koblenz verläuft und der Schützenplatz „Am Damm“ auf Koblenzer Stadtgebiet liegt.
Mit dem Abschluss der Gebietsreform wechselte St. Sebastian vom alten Landkreise Koblenz am 7. November 1970 in den neuen Landkreis Mayen-Koblenz.
Im Zuge der Industrialisierung erhielt St. Sebastian Anschluss an moderne Errungenschaften:
Seit 1913 fährt die erste Motorfähre zwischen St. Sebastian und Bendorf und seit 1918 gibt es elektrisches Licht im Ort. Im Jahr 1927 gab es das erste Leitungswasser in St. Sebastian.
Die Qualität des Grundwassers ist derart hoch, dass große Teile der Gemarkungsflächen noch heute Trinkwasserschutzgebiet sind. Aus den Brunnen in der Gemarkung St. Sebastian wird das Wasser bis in den Hunsrück (ehem. Wasserversorgung Rheinhöhen mit Wasserwerk St. Sebastian seit 1972, heute RheinHunsrück Wasser) und in die Region Koblenz (Wasserwerk Koblenz/Weißenthurm) gepumpt.
Der Fährbetrieb zwischen St. Sebastian und Bendorf wurde 1962 eingestellt.
In den folgenden Jahren veränderte sich Ortsbild vielfach, z. B.: 1970 zog der katholische Kindergarten in sein neues Gebäude. 1976 wurde die Volksschule in eine Grundschule umgewandelt; 1992 wurde sie renoviert und erweitert.
Seit 1988 bereichert der Brunnenplatz am Mülheimer Weg das Dorfleben, 1996 folgte der zweite Brunnenplatz mit Anlage an der Bendorfer Brücke. Seit 1997 gibt es eine neue Sport- und Mehrzweckhalle.
Nach der Erschließung einer Reihe von Neubaugebieten bestimmen neuere Ein- und Mehrfamilienhäuser den Charakter des ehemals landwirtschaftlich geprägten Ortes; auch im Ortskern nahe der Dorfkirche bestehen nur noch wenige Höfe und Fachwerkhäuser.
Im Jahr 2000 feierte die Ortsgemeinde St. Sebastian ihr 850-jähriges Jubiläum.

## Politik

### Gemeinderat
Der Gemeinderat in Sankt Sebastian besteht aus 20 Ratsmitgliedern, die bei der Kommunalwahl am 9. Juni 2024 in einer personalisierten Verhältniswahl gewählt wurden, und dem ehrenamtlichen Ortsbürgermeister als Vorsitzendem. In der Wahlzeit nach 2009 bestand der Gemeinderat aus 16 Ratsmitgliedern.
Die Sitzverteilung im Gemeinderat:
| Wahl | SPD | CDU | FWG | WFS | Gesamt   |
| ---- | --- | --- | --- | --- | -------- |
| 2024 | 4   | 7   | 4   | 5   | 20 Sitze |
| 2019 | 3   | 8   | 3   | 6   | 20 Sitze |
| 2014 | 7   | 5   | 2   | 6   | 20 Sitze |
| 2009 | 9   | 4   | 3   | –   | 16 Sitze |
| 2004 | 9   | 8   | 3   | –   | 20 Sitze |

- FWG = Freie Wählergruppe St. Sebastian e. V.
- WFS = Wählergruppe „Wir für St. Sebastian“ e. V.

### Bürgermeister
Ortsbürgermeister von Sankt Sebastian ist Marco Seidl (parteilos, früher SPD). Am 8. Juni 2014 war erstmals gewählt worden. Dabei war eine Stichwahl erforderlich, in der er 51,29 % der Stimmen erhielt. Er löste Martina Ehrlich in diesem Amt ab. Bei der Direktwahl am 26. Mai 2019 wurde er mit einem Stimmenanteil von 67,68 % bestätigt. Bei der Stichwahl am 9. Juni 2024 setzte er sich mit einem Stimmenanteil von 58,4 % durch, nachdem bei der Direktwahl am 9. Juni 2024 keiner der ursprünglich vier Bewerber eine ausreichende Mehrheit erreichte.

### Wappen und Fahne
Mit der Genehmigung vom 16. August 1935 wurde Sankt Sebastian gemäß der damaligen Deutschen Gemeindeordnung das Recht zur Führung eines Gemeindewappens verliehen. Die damalige Blasonierung des Wappens wurde wie folgt beschrieben:
| Wappen von Sankt Sebastian | Blasonierung: „Das Wappen gehört zu den Dreieckswappen. Es ist gespalten von Silber (Weiß) mit einem durchgehenden, roten, lateinischen Balkenkreuz und von schwarz mit zwei diagonal gekreuzten Pfeilen in Silber (Weiß), welche mit Widerhaken und Fiederung bestückt sind. Die Balken des Kreuzes kreuzen sich in der Mitte des Längsbalkens. Der Schnittpunkt der Pfeile liegt auf Höhe der waagerechten Mittellinie des Kreuzquerbalkens.“ |
| Wappen von Sankt Sebastian | Wappenbegründung: Das rote Kreuz steht für das Kurfürstentum Trier, zu dem Sankt Sebastian bis zum Ende des 18. Jahrhunderts landesherrlich gehörte. Die Pfeile zeigen die Verbundenheit mit dem Heiligen Sebastian, welcher Namensgeber des Ortes und Schutzpatron der katholischen Pfarrkirche ist. |

Seit dem 1. Mai 1989 führt St. Sebastian auch eine eigene Fahne. Sie besteht aus einem rechteckigen Tuch, das der Länge nach in eine rote und eine weiße Hälfte aufgeteilt ist. Zentral in ihrer Mitte befindet sich das Gemeindewappen derart, sodass der weiße Grund mit dem Kreuz ganz auf der roten und der schwarze Grund mit den Pfeilen ganz auf der weißen Seite liegen.

### Städtepartnerschaften
Seit 1971 besteht eine Partnerschaft mit der Gemeinde Breitenbach am Inn in Österreich.

## Bildungseinrichtungen
- Katholische Kita St. Elisabeth
- Lindenbaum-Grundschule St. Sebastian

## Vereine
Bereits 1863 wurde die Schützenbruderschaft gegründet und trat dem Rheinischen Schützenbund bei. 
Die Gründung des Männer-Gesangvereins MGV 1882 St. Sebastian datiert auf 1882. Die
Kirmesgesellschaft St. Sebastian entstand 1904.
Im Jahr 1919 entstand ein Fußballverein, 1920 ein Turnverein, die sich 1932 zum Turn- und Sportverein St. Sebastian 1919 zusammenschlossen.
Die Freiwillige Feuerwehr entstand 1927. 1953 gründeten sich der Musikverein St. Sebastian und die Katholische Frauengemeinschaft.
Alle diese Vereine sind noch heute aktiv und ein wesentlicher Bestandteil des Dorflebens.

## Kultur und Sehenswürdigkeiten
- Liste der Kulturdenkmäler in Sankt Sebastian

## Söhne und Töchter der Gemeinde
- Nikolaus Thielen (1901–1944), Politiker (KPD), NS-Opfer